# Drábské světničky
Drábské světničky jsou pozůstatky původně dřevěného hradu na pískovcových blocích v katastrálním území Dneboh v okrese Mladá Boleslav, 4 km východně od Mnichova Hradiště. Nacházejí se v chráněné krajinné oblasti Český ráj, na území evropsky významné lokality soustavy NATURA 2000 a přírodní rezervace Příhrazské skály. Skalní pevnost byla vybudována na severozápadním okraji plošiny zvané Hrada v nadmořské výšce okolo 370 m n. m. (105–155 m nad tokem řeky Jizery). Hrad je od roku 1958 chráněn jako součást rozsáhlé nemovité kulturní památky, zahrnující širší prostor hradiště Hrada s přilehlou Klamornou. Vlastníkem pozemku s areálem hradu je Česká republika, správu a péči o památku zajišťují Lesy České republiky.

## Historie
Opevněné sídlo neznámého jména bylo podle archeologických pramenů založeno někdy ve druhé třetině 13. století, v průběhu výrazné kolonizační aktivity hradišťských cisterciáků. Drábské světničky s blízkou Klamornou a opevněním Staré Hrady u Příhraz alespoň zpočátku plnily funkci strážních bodů, střežících klášterní území i část pojizerské stezky. Početné archeologické nálezy dokládají existenci hradu až do 14. století a jen nevýrazně v 15. století, kdy je uvažováno o jeho obnovení během husitských válek.
Využívání tesaných prostor v průběhu staršího novověku dokládají také historické petroglyfy. Některé nápisy z 16. a 17. století spolu s výpovědí písemných pramenů připouštějí schůzky členů jednoty bratrské a možný pobyt utrakvistických kněží. Okrajové partie některých skalních bloků a předpolí hradu pozměnila těžba pískovcových kvádrů.

## Popis památky
Hrad byl vybudován na pěti respektive sedmi skalních blocích, oddělených úzkými puklinami. V několika výškových úrovních 15-40 m vysokých skal jsou dochovány dvě desítky tesaných prostor různých funkcí, zbytky pěti chodeb, tesané základy po sedmi dřevěných stavbách a pěti mostních konstrukcích a tesaný žlab dokládající ukotvení dřevěné palisády. Na okrajích skal lze místy rekonstruovat dřevěné ochozy, mezi bloky jsou dochované dráže po uzavření puklin. Dominantou celé dispozice byla mohutná roubená věž chránící vstup do hradu po visutém nebo padacím mostě. Středověký vstup byl veden od východu z bloků navazujících na souvislý skalní výchoz. Největší místností hradu je kaple – světnice s tesaným oltářem, odkrytým v roce 1921.

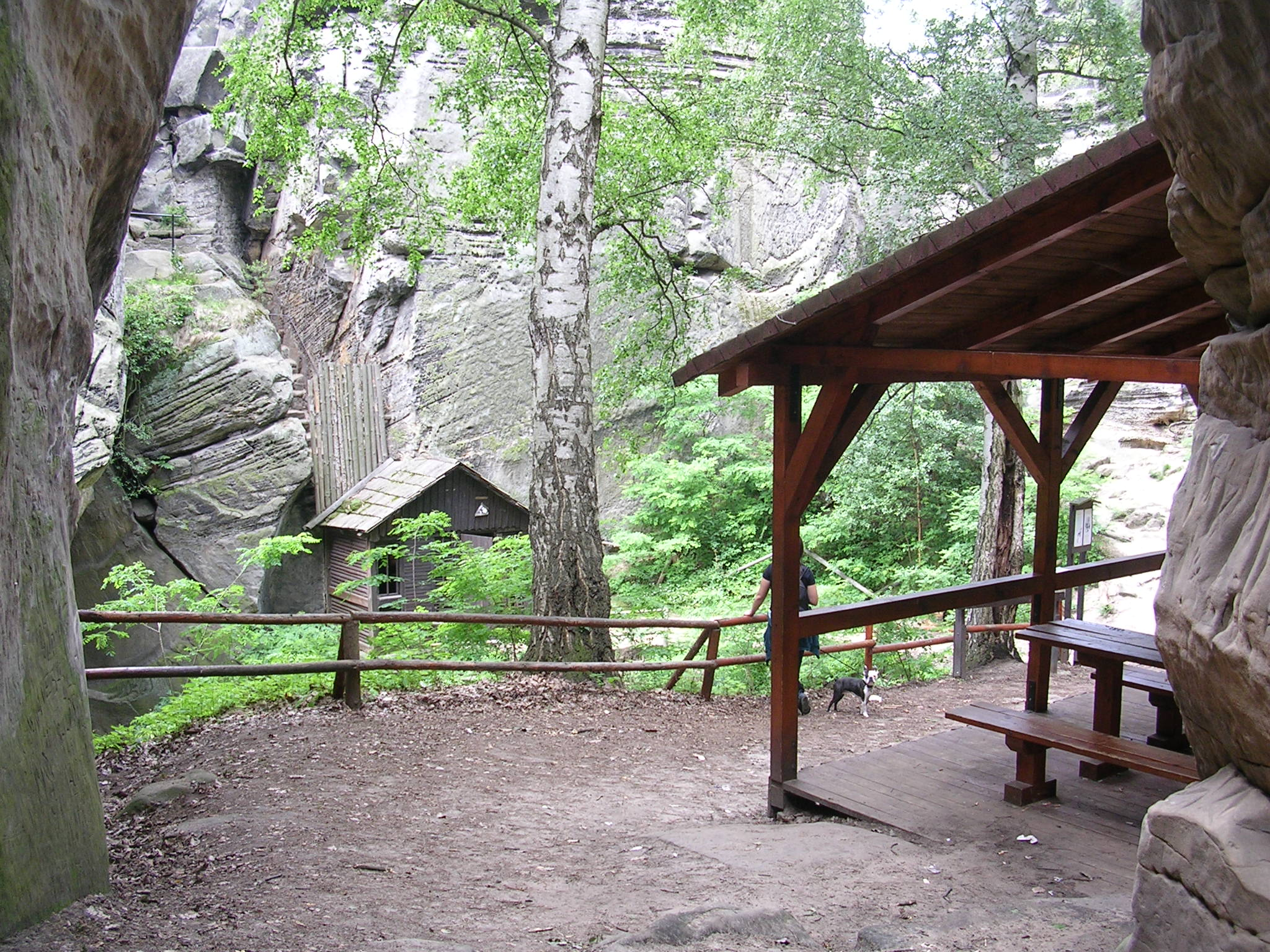
Vchod do Drábských světniček

## Turismus a návštěvní doba
Drábské světničky jsou vyhledávaným cílem turistů. Dnešní turistický přístup vedený odspodu přitesanou skalní spárou vznikl nejspíše roku 1830, schodiště bylo rozšířeno ve dvacátých letech dvacátého století Klubem československých turistů. Dnes je hlavní část vrcholových partií skalních bloků propojena soustavou žebříků a mostů (prohlídkový okruh).
Prohlídka hradu je bezplatná a probíhá bez průvodce. Prohlídková trasa začíná dřevěnou vstupní brankou, zrekonstruovanou v roce 2016. Tato část památky je pro návštěvníky přístupná vždy od 1. dubna do 31. října, v denních hodinách, s omezením při nepříznivém počasí.
Nejkratší cesta ke skalnímu masívu vede po modré turistické značce od parkoviště Kavčina v obci Dneboh (0,6 km). Nejbližší vlaková zastávka v obci Březina na trati č. 070 Praha–Turnov je po žlutě značené cestě vzdálená od skalního hradu 2,5 kilometru.
Od 1. dubna do 25. května 2020 byl vnitřní prohlídkový okruh uzavřen v souvislosti s koronavirovými opatřeními.
Z důvodu kritického stavu části památkového objektu zůstal v roce 2021 vnitřní prohlídkový okruh hradu uzavřen. Oblastní ředitelství Lesů České republiky, s.p. severní Čechy avizovalo přípravu projektu úprav k ochraně památky s šetrným zpřístupněním. Zmiňováno bylo například vybudování bezkontaktních lávek, aby návštěvníci nechodili přímo po obnažených reliktech středověké architektury v pískovcovém podloží. Od turistického zpřístupnění před sto lety přitom došlo k masivnímu poškození v celé prohlídkové trase s až metr hlubokými prošlapy; zcela zmizely například tesané schody k oltáři v kapli, které byly ještě v 60. letech 20. století zachovalé. Po vyhotovení digitálního modelu památky Lesy ČR zadaly na konci léta 2022 zpracování projektu. Podle informace z dubna i července 2022 má být památka nepřístupná do roku 2025, v lednu 2023 bylo otevření avizováno na sezónu 2026.

## Horolezectví
Horolezeckou oblast Drábské světničky tvoří severozápadní část Příhrazské vrchoviny mezi chatou Na Krásné vyhlídce a Klamornou. Ve skalním pásmu dlouhém dva kilometry bylo popsáno na 112 skalách 943 lezeckých cest.
Na všech skalních blocích souvisejících s hradem Drábské světničky je veškerá horolezecká činnost z důvodu ochrany kulturní památky zakázána. Zákaz se týká objektů uvedených v databázi Českého horolezeckého svazu: Drábský masív, Partyzán, Drábský Sloup, Čtyřlístek a severní a východní stěna věže Dráb.

## Směrovník zDrábských světniček
| Sychrov 4 km           | Březina 2 km  | Žďár 3,5 km |
| Mnichovo Hradiště 4 km | větrná růžice | Žehrov 5 km |
| Dneboh 1 km            | Boseň 3 km    | Mužský 1 km |